# Akabli
Akabli es el nombre de una ciudad y de una comuna situada en el vilayato de Adrar, en Argelia. De acuerdo con el censo de 2008, la ciudad cuenta con una población ligeramente superior a los 10000 habitantes.

## Importancia de Akabli
El territorio de la comuna se sitúa al este del vilayato de Adrar. La ciudad de Akabli se ubica a 158 km al este de Reggane y a 245 km al sudeste de Adrar.
El asentamiento de Akabli, que coincide con el oasis Tidikelt, es un punto focal del comercio trans-sahariano, en el que participan todos los sectores de la población local. A su vez forma parte de la red compleja de comercio internacional.

## Datos climáticos
El clima es desértico, cálido y seco, con temperatura diaria promedio del mes más cálido (julio) de 37 °C y temperatura diaria promedio del mes más frío (enero) de 16 °C. Las precipitaciones alcanzan los 15 mm anuales.
| Parámetros climáticos promedio de Akabli, Argelia | Parámetros climáticos promedio de Akabli, Argelia | Parámetros climáticos promedio de Akabli, Argelia | Parámetros climáticos promedio de Akabli, Argelia | Parámetros climáticos promedio de Akabli, Argelia | Parámetros climáticos promedio de Akabli, Argelia | Parámetros climáticos promedio de Akabli, Argelia | Parámetros climáticos promedio de Akabli, Argelia | Parámetros climáticos promedio de Akabli, Argelia | Parámetros climáticos promedio de Akabli, Argelia | Parámetros climáticos promedio de Akabli, Argelia | Parámetros climáticos promedio de Akabli, Argelia | Parámetros climáticos promedio de Akabli, Argelia | Parámetros climáticos promedio de Akabli, Argelia |
| Mes                                               | Ene.                                              | Feb.                                              | Mar.                                              | Abr.                                              | May.                                              | Jun.                                              | Jul.                                              | Ago.                                              | Sep.                                              | Oct.                                              | Nov.                                              | Dic.                                              | Anual                                             |
| ------------------------------------------------- | ------------------------------------------------- | ------------------------------------------------- | ------------------------------------------------- | ------------------------------------------------- | ------------------------------------------------- | ------------------------------------------------- | ------------------------------------------------- | ------------------------------------------------- | ------------------------------------------------- | ------------------------------------------------- | ------------------------------------------------- | ------------------------------------------------- | ------------------------------------------------- |
| Temp. media (°C)                                  | 16                                                | 19                                                | 23                                                | 27                                                | 31                                                | 36                                                | 37                                                | 36                                                | 34                                                | 29                                                | 23                                                | 17                                                | 27                                                |
| Precipitación total (mm)                          | 1                                                 | 1                                                 | 1                                                 | 0                                                 | 0                                                 | 1                                                 | 1                                                 | 3                                                 | 3                                                 | 1                                                 | 1                                                 | 1                                                 | 15                                                |
| [cita requerida]                                  |                                                   |                                                   |                                                   |                                                   |                                                   |                                                   |                                                   |                                                   |                                                   |                                                   |                                                   |                                                   |                                                   |